# Tord Lundström
Tord Lundström, född 4 mars 1945 i Kiruna, är en svensk tidigare forward i ishockey. Han var med och vann nio SM-guld med Brynäs IF, ett rekord inom svensk elitishockey.
Tord Lundström fostrades i Kiruna AIF. Han spelade till största delen i Brynäs där han har blivit vald till Brynäs bästa spelare genom alla tider av fansen. Han avslutade sin aktiva karriär 1979 och fick sedan sin tröja med nummer 6 hissad i taket i Läkerol Arena (nu under namnet Monitor ERP Arena). Detta innebär att ingen mer kommer att bära tröja nummer 6 i Brynäs IF. Han spelade över 350 matcher i den högsta serien i Sverige under 1960- och 1970-talen. Han vann assist-ligan 1976. Tord Lundström var proffs säsong 1973/74 med 11 NHL matcher i Detroit samt i London Lions. 
Tord Lundström spelade 200 landskamper för det svenska landslaget, inklusive spel i VM, OS och Canada Cup. Han är Stor grabb nummer 77.
Tord Lundström var tränare för Brynäs IF under säsongerna 1980/81 och 1987/88.

## Meriter
- SM-guld (9 gånger) 1964, 1966, 1967, 1968, 1970, 1971, 1972, 1976, 1977[3]
- VM-silver 1969, 1970, 1973
- VM-brons 1971, 1972, 1975

### Klubbar
- Kiruna AIF 1960 - 1963
- Brynäs IF 1963 - 1973
- Detroit Red Wings 1973 - 1974
- Brynäs IF 1974 - 1979